# 中川未由希
中川未由希（NAKAGAWA Miyuki，1986年12月20日—），岐阜縣出生，日本女子曲棍球運動員，亦為日本國家女子曲棍球隊成員。畢業於蘇原中学校、岐阜女子商業高校及東海学院大学。2009年起加入索尼公司，並為旗下HC BRAVIA Ladies曲棍球隊成員，在2016年賽季後退役。

## 簡歷

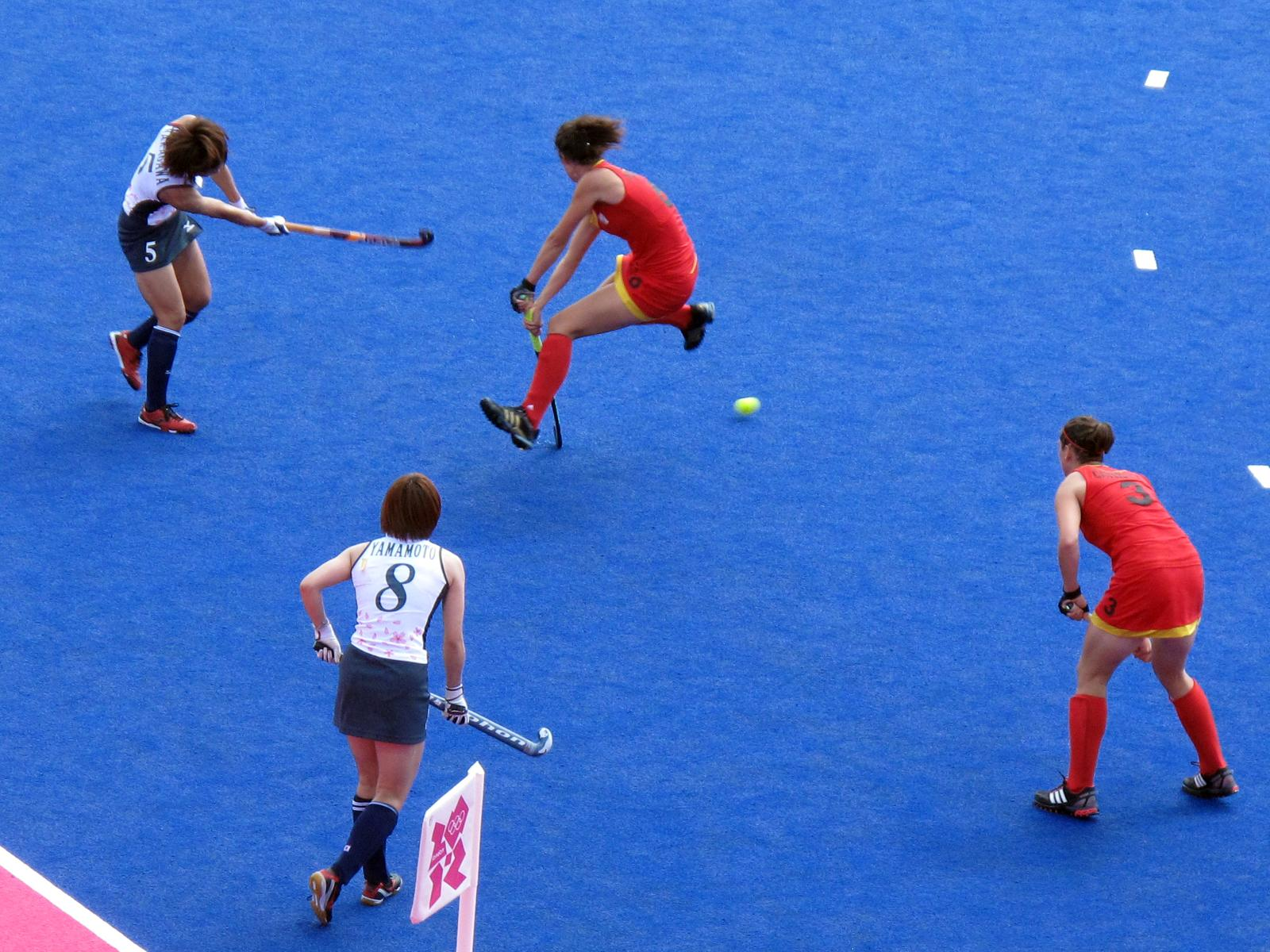
中川未由希（白衣5號擊球者）正與比利時隊進行比賽。

2010年11月，中川未由希代表日本出戰廣州亞運會，參加曲棍球比賽，奪得銅牌，又曾代表國家參加2000年悉尼奧運、2008年北京奧運及2012年倫敦奧運的曲棍球比賽，三次都未能獲獎。
2016年，中川未由希代表日本出戰巴西里约热内卢舉行的奥林匹克运动会女子曲棍球比賽。日本隊最終排名小组第五位，無緣晉級。